# Karl Fleschen
Karl Fleschen (* 28. června 1955) je bývalý západoněmecký atlet, běžec.

## Sportovní kariéra
V roce 1977 se stal halovým mistrem Evropy v běhu na 3000 metrů, podruhé dosáhl tohoto úspěchu v roce 1980. O čtyři roky později vybojoval v této disciplíně na evropském halovém šampionátu bronzovou medaili.